# Thonburi Automotive Assembly Plant
Die Thonburi Automotive Assembly Plant Co., Ltd., oder auch kurz TAAP, ist ein der Unternehmen zur Montage von Kraftfahrzeugen mit Sitz in Thonburi, Thailand. TAAP ist ein Teil der Thonburi Phanich Group.

## Geschichte
Die TAAP ist ein im Jahr 1941 von Lek Wiriyaphan und seine Frau Prapai als Teil des Fahrzeug- und Elektrogeräteimporteurs Thonburi Phanich Group gegründetes Unternehmen zur Montage von Kraftfahrzeugen der deutschen Marke Mercedes-Benz. Es handelt sich dabei um ein von der Daimler AG zertifiziertes Unternehmen, das derzeit jährlich bis zu eine Million Einheiten montiert. Der offizielle Unternehmenssitz ist Thonburi, weitere Montagewerke gibt es in Yotse, Lumphini und Samut Prakan. In Bangkok befindet sich zudem ein Werk, in dem Fahrgestelle für Busse produziert werden. Der größte Aktionär ist mit einer 70-prozentigen Beteiligung die indische Tata Motors.
Obwohl das Unternehmen bereits in den frühen vierziger Jahren gegründet wurde und die deutsche Marke auf eine mehr als fünfzig Jahre lange Geschichte in Thailand zurückblicken konnte, erteilte die Mercedes-Benz AG erst 1957 die Genehmigung zur Montage und den Vertrieb von Dienstwagen, Automobilen und Nutzfahrzeugen. Die Gründung des Unternehmens erfolgte zur Zeit des Zweiten Weltkriegs, als die thailändischen Streitkräfte planten eine große Anzahl militärischer Lastkraftwagen zu bauen, um sich gegen Aggressoren besser verteidigen zu können. Erst 1961, nach einer offiziellen Gründung des Unternehmens, begann die Arbeit mit der Montage von Bussen. So wurden 1997 bis 2002 der Mercedes-Benz 18-188 und von 2002 bis 2006 auch der Mercedes-Benz 91-1142 für den lokalen Markt montiert. Derzeitiges Modell, das in Yotse vom Band rollt, ist der Mercedes-Benz O 500 RS.
1979 entschied man sich, auch Automobile für den heimischen Markt zu bauen. Nach fünf Jahren Bauzeit eines neuen Werkes am Standort Samut Prakan wurden die ersten Mercedes-Benz 190E produziert.
1987 konnte das Unternehmen schließlich in Zusammenarbeit mit der Deutschen Gesellschaft für Technische Zusammenarbeit, dem King Mongkut Institute of Technology und der Campus Graduate School ein Schulungszentrum für Automobiltechnik errichten, das noch bis heute als eines der modernsten Einrichtungen der deutschen Marke in Südostasien gilt.
Nach dem Ende der Montage des bis dahin beliebten Mercedes-Modells aus der Kompaktklasse rollen seit 1994 auch die Mercedes-Benz C und seit 1996 die Mercedes-Benz E und Mercedes-Benz S-Klasse vom Band. Später kam dann noch die Mercedes-Benz A-Klasse hinzu. Den Vertrieb der Fahrzeuge übernimmt seit Januar 1999 die von DaimlerChrysler gegründete Handelsniederlassung Mercedes-Benz (Thailand) Ltd.
Das Lumphini-Werk wurde 2004 in einem Joint-Venture mit der Hyundai Motor Company erbaut und begann seine Arbeit im Frühjahr 2005. Seitdem wird hier der Hyundai Sonata gebaut. 2006 folgten der Tata Xenon und der Sportwagen Hyundai Coupé.
Im Jahr 2017 verlegte Tata seine Nutzfahrzeugproduktion von TAAP zur BGAC.